# Preston (Londyn)
Preston – dzielnica Londynu, Wielki Londyn, leżąca w gminie London Borough of Brent. W 2011 dzielnica liczyła 15 474 mieszkańców.